# Jutta Harnisch
Jutta Harnisch (* 19. Oktober 1935 in Altenburg, Thüringen) ist eine deutsche Kostümbildnerin.

## Leben
Nach dem Abitur studierte sie an der Burg Giebichenstein Kunsthochschule Halle Textilgestaltung in der Klasse von Willi Sitte (Diplom 1960). Im Rahmen einer anschließenden Aspirantur wurde sie 1960 vom Rektor der Hochschule mit dem Aufbau und der künstlerischen Leitung der von Willi Sitte konzipierten und am 1. Februar 1961 eröffneten Teppichmanufaktur beim VEB HAWEBA beauftragt. Hier entstand in rascher Folge die manuelle Herstellung der von ihr schon seit Studienzeiten bevorzugt entworfenen Rya-Knüpfteppiche. 1963 übersiedelte sie nach Berlin und arbeitete bis 1969 freiberuflich als Textilgestalterin.
Mit einem Engagement als Assistentin der Kostümabteilung an der Volksbühne Berlin begann sie 1969 ihre Arbeit als Kostümbildnerin.
Nach einer mehrjährigen Tätigkeit am Landestheater Halle, wo Ulf Reiher und Horst Ruprecht als Regisseure wichtige Partner waren, wurde sie 1982 von der Volksbühne eingeladen, die Kostümgestaltung zu Heiner Müllers Macbeth-Inszenierung zu übernehmen und war ab da bis 1991 erneut festes Mitglied dieses Hauses. Weitere Engagements führten sie später an das Staatsschauspiel Dresden und das Schauspiel Leipzig.
In ihrer umfangreichen Gasttätigkeit übernahm sie Kostümausstattungen am Schauspiel Zürich, der Semperoper Dresden, an Staatsoper und Komischer Oper Berlin, am Burgtheater und Akademietheater Wien, der Staatsoper Stuttgart, dem Schauspiel Frankfurt, der Deutschen Oper am Rhein, dem Deutschen Theater Berlin, der Bayerischen Staatsoper München, dem Teatro Real Madrid.
Ihre Regisseure waren neben Heiner Müller Peter Konwitschny, Wolfgang Engel, Dieter Kirst, Gerd Heinz, Kurt Horres, Thomas Langhoff.
In den Jahren nach ihrem Abschied vom Theater (Ibsens Gespenster 2010 am Staatsschauspiel Dresden) entstanden freie Arbeiten auf Papier.
Ihr Ehepartner ist Klaus Harnisch (1955–1959 und seit 1961).

## Ausstellungen (unvollständig)
Gruppenausstellungen
- 1962/1963, 1977/1978 und 1987/1988: Dresden, Fünfte Deutsche Kunstausstellungen und VIII. und X. Kunstausstellung der DDR
- 1979: Halle/Saale, Bezirkskunstausstellung
- 1985: Paris, Kulturzentrum der DDR (Szenografie der DDR; mit Kostümen zu Macbeth)
- 1986: Prag, Internationale Prager Quadriennale (mit Kostümentwürfen zu Macbeth, Hebbels Die Nibelungen und Kleists Penthesilea)

Einzelausstellungen
- 2007: Berlin, Inselgalerie[6]
- 2011: Magdeburg, Galerie Himmelreich
- 2013: Magdeburg, Galerie Süd („Parallele Kontraste“; mit Ingrid Müller-Kuberski)[7]